# Людвиг, Леопольд
Леопольд Людвиг (нем. Leopold Ludwig; 1908—1979) — немецкий дирижёр.

## Биография
В детстве играл на фортепиано и органе, затем учился игре на фортепьяно и композиции в Вене. Как дирижёр дебютировал в 1931 в Троппау. Работал в Габлонце, Теплице-Шёнау, Ольденбурге. В 1939 стал ассистентом дирижёра в Венской опере. 20 апреля 1942 получил от Гитлера звание «Штаатскапельмейстер». В 1943 начал работать в Немецкой опере в Берлине.
В апреле 1946, по окончании Второй мировой войны, приговорён Британским военным судом к полутора годам тюрьмы условно и денежному штрафу за сокрытие своего членства в НСДАП (с 1937).
Работал приглашённым дирижёром в Немецкой опере и Берлинской опере, в 1951—1971 — генеральмузикдиректор Гамбургской оперы. Много гастролировал.
В 1958 награждён медалью Иоганнеса Брамса, в 1968 Гамбургский сенат удостоил его звания профессора.